# Mittlerer Niederer Klammerkopf
Der Mittlere Niedere Klammerkopf ist ein 3108 m ü. A. hoher Berggipfel der Schobergruppe in Kärnten. Er gehört zu den drei niedrigen der insgesamt sieben Klammerköpfen.

## Lage
Der Mittlere Niedere Klammerkopf liegt im südöstlichen Zentrum der Schobergruppe an der Grenze zwischen den Gemeinden Heiligenblut am Großglockner im Norden und Großkirchheim im Süden. Die Landesgrenze zu Osttirol liegt gut Meter südwestlich. Der Mittlere Niedere Klammerkopf befindet sich zwischen dem Westlichen Niederen Klammerkopf (3125 m ü. A.) im Südwesten und dem Niedrigsten Klammerkopf (3076 m ü. A.) im Nordosten. Im Norden des Mittleren Niederen Klammerkopfs liegt entlang der Nordseite der Klammerköpfe bis zum Großen Hornkopf das Gößnitzkees, südwestlich befand sich früher bis zum Keeskopf das Klammerkees. Nächstgelegene alpine Stützpunkte sind die Adolf-Noßberger-Hütte im Südosten, die Lienzer Hütte im Südwesten und die Elberfelder Hütte im Norden.

## Aufstiegsmöglichkeiten
Der Normalweg auf den sehr selten begangenen Mittleren Niederen Klammerkopf führt zunächst markiert von der Adolf-Noßberger-Hütte nach Nordwesten in Richtung der Klammerscharte (2930 m ü. A.), wobei man auf halbem Weg zur Klammerscharte nach Westen abzweigt und über steile Halden in das südlich liegende Kar zu den Einschartungen zwischen den drei niedrigen Klammerköpfen gelangt. Vom Kar aus erreicht man den Mittleren Niederen Klammerkopf entweder über die Südwandschlucht (III) oder den Südostgrat (III-). Alternativ kann der Gipfel auch durch Überschreitung des Niedrigsten Klammerkopfs aus der Klammerscharte bestiegen werden.